# Могучие рейнджеры: Космический патруль «Дельта»
Могучие Рейнджеры: Космический патруль «Дельта» (англ. Power Rangers S.P.D. — Space Patrol Delta) — тринадцатый сезон популярного американского телесериала «Могучие рейнджеры», основанный на двадцать восьмом сезоне японского телесериала «Super Sentai», «Специальный Отряд Расследования —  Декарейнджеры». Действие сезона происходит в 2025 году (снят в 2005 году).

## Сюжет
В 2001-м году далеко в глубинах космоса мирная планета Сириус подверглась нападению агрессивной расы Тробиан во главе с Императором Груммом. Тробиане представляли собой кочевую империю, которая захватывала очередную планету, высасывала из неё все полезные ископаемые, а затем уничтожала. Планета Сириус, населённая высокоразвитыми гуманоидами (выглядящими как огромные двуногие синие собаки), попыталась дать отпор захватчикам. Однако битва была проиграна. Единственный выживший житель Сириуса — Анубис «Догги» Крюгер, тайно бежал на Землю (при этом он потерял на Сириусе свою жену Айсинию) и спустя несколько лет основал в городе Нью-Тек-Сити подразделение Космического Патруля Дельта (S.P.D.) — земное отделение очень элитного межпланетного подразделения Рейнджеров, призванного бороться с силами зла.
Так проходит немалое время. К 2025-му году Земля уже совершенно на равных участвует в общении с другими расами космоса. С представителями других цивилизаций у землян сложились вполне мирные отношения, многие инопланетные жители посетили нашу планету с мирными визитами и даже обосновались на ней. Но однажды всё изменилось… Неожиданно вновь появляются Тробиане, целью их нового нападения была выбрана Земля. Император Грумм надеется очень быстро захватить богатую, густонаселённую, и слабо защищённую Землю… Однако он недооценил Догги Крюгера, который за прошедшие годы не терял времени даром. К началу инопланетного вторжения для подготовки новых членов Космического Патруля Дельта на Земле уже действовала целая Академия, которая готовила новых борцов со злом, а в распоряжении Крюгера (он стал командором) был целый отряд из пяти Рейнджеров — Отряд «A». Стоит также добавить, что в Штабе Патруля имелась обширная лаборатория для различных исследований, где всем заправляла Кэт Манкс — ещё одна представительница инопланетян.
Не надеясь только на это, в условиях надвигающейся угрозы вторжения Тробиан командор Крюгер решает сформировать ещё один отряд Рейнджеров — отряд «B» (1-й эпизод). В него первоначально входят трое кадетов — Скай Тэйт (Синий Рейнджер), Бридж Карсон (Зелёный Рейнджер), и Сидни Дрю (Розовый Рейнджер). Чуть позднее к ним присоединяются двое бывших уличных воров — Джек Лэндорс (Красный Рейнджер) и Элизабет Дельгадо (Жёлтый Рейнджер), которых зачисляет в отряд Крюгер, впечатлённый их способностями, которые те проявили, когда Сидни, Скай и Бридж пытались задержать их (и они все впятером случайно оказались в эпицентре первой атаки Тробиан). Все пятеро обладают невероятными способностями (сканирование ауры, создание двойников и т. д.) Новоявленный отряд борцов со злом, используя Силу S.P.D.-Морферов, отбивает первую атаку солдат Тробиан — Крайботов и Синеголовов на Землю (2-й эпизод). Затем отряд Рейнджеров «А» улетает бороться с Тробианами в далёкий космос (3-й эпизод). Теперь Землю защищает только отряд «B», внутри которого возникают разногласия — Джек явно ленится исполнять свою роль лидера, а потомственный Рейнджер Скай недоволен, что не он, а Джек стал Красным Рейнджером. Им обоим пришлось преодолеть самих себя, приложив для этого массу усилий, и так сохранить команду (3-4-й эпизоды)… В это же время Дельта Рейнджеры сталкиваются с монстрами Тробиан, которых создаёт Мора — таинственный злой ребёнок, который работает на Грумма. Также тому за деньги служит Брудвинг — не менее таинственный инопланетянин, по сути, преследующий только свои материальные цели. Он создаёт для монстров огромные боевые машины и увеличивает созданий Моры, если это необходимо. Кроме этого, Тробиане прибегают к помощи инопланетных преступников, пытаясь захватить на Земле различные материальные ценности, могущественные артефакты, или сильные источники энергии, столь необходимой захватчикам. Стоит также упомянуть и Пигги — живущего на свалке инопланетянина, который торгует на обе стороны информацией и редкими веществами. В битве против огромных роботов Брудвинга Рейнджеры поначалу используют Дельта Бегуны, которые могут составить Дельта Бригадный Мегазорд (3-й эпизод). У них также появляются новые образцы оружия для схваток с противниками поменьше — Патрульные Циклы (4-й эпизод) и Собака-Пушка (5-й эпизод). С этой техникой они одного за другим выслеживают преступников и монстров Грумма, и заточают их в специальные дата-карты.
Спустя какое-то время все пятеро Рейнджеров участвуют в поисках мальчика по имени Сэм (и сталкиваются с новыми мощными солдатами Тробиан — Оранжеголовами), обладающего мощной силой телепортации, и в процессе поисков узнают от командора Крюгера, что они отнюдь не случайно были зачислены в отряд, а их особые способности (все пятеро ими обладают) — не плод случайной игры природы. Ещё в 2001-м году, когда Крюгер только прибыл на Землю, и Патруль начал свою деятельность (пока ещё в глубокой тайне), родители всех пятерых нынешних Рейнджеров попали под какое-то инопланетное излучение, что дало их детям необычные способности (7-8-й эпизоды)… Затем на Землю прибывает старый враг Крюгера — генерал Бинаг (11-й эпизод), обвиняющийся в разрушении пяти планет и жестокости по отношению ко всей Галактике. Рейнджеры узнают, что когда-то Крюгер был кем-то вроде Рейнджера на своей родной планете Сириус, но та война была проиграна… Чтобы уничтожить генерала Бинага, который похитил доктора Кэт Манкс, Крюгер активирует Призрачный Морфер, и становится новым Рейнджером-Призраком — священным защитником Галактики, вооружённым Призрачной Саблей (12-й эпизод). Теперь в отряде уже шесть Рейнджеров.
Во время последовавшего вскоре нападения нового генерала Тробиан Вэлкона на Штаб Патруля (14-й эпизод), командор привёл в действие секретный проект обороны Штаба, и его здание было впервые преобразовано в новый Зорд Дельта Командный Трактор, который затем стал громадным Дельта Командным Мегазордом, чтобы победить супер-робота Вэлкона — Городона. Сам Вэлкон был заточен в дата-карту (15-й эпизод). В наказание за свои же постоянные неудачи, Грумм превращает Мору в Моргану (15-й эпизод), вернее, возвращает той её настоящий облик, чего Мора страшно не хотела. Моргана теперь обладает очень сильными боевыми способностями. Их она постоянно применяет на Рейнджерах, надеясь, что если она победит их, то Грумм вернёт её в облик Моры.
Вскоре выясняется, что Крюгер для Грумма является личным врагом (когда-то на Сириусе Крюгер победил его, и отрубил один из рогов Грумма). Однако в попытке отомстить командору Рейнджеров Грумм терпит неудачу, а Рейнджер-Призрак приобретает новый Дельта Вездеход (19-й эпизод). Во время одной из миссий отряда через временной портал в наш мир проникает странный светящийся шар белой энергии (18-й эпизод). Он как будто обладает собственным разумом, следит за Рейнджерами, и помогает им в случае нужды. Действительно, когда вскоре отряд попадает в трудное положение от Морганы и её новых мощных монстров Шоти и Дьявостейшена, белый шар энергии проявляет свою истинную сущность — это одна из форм нового Омега Рейнджера (22-й эпизод). Им является никто иной, как мальчик Сэм, только прибывший из будущего. Он не имеет человеческой формы (только Морф-форма и форма шара энергии), но это ничуть не уменьшает его Силы. С собой он «привёз» Зорд Омега Макс Цикл (Зорд-мотоцикл, могущий принимать Режим Мегазорда) и Однофазный Цикл. С помощью нового Рейнджера оба монстра Морганы были уничтожены (22-й эпизод).
Несмотря на такую поддержку, вскоре отряд вновь попадает в трудное положение, связанное с попытками Морганы использовать против Рейнджеров копии пойманных или убитых ими ранее монстров (24-й эпизод). Победа над ними далась только с помощью нового Баттлайзера. Мастер отражений и выдающийся серый кардинал Мирлок был побеждён с помощью Сэма и того же Баттлайзера (25-й эпизод). Именно Мирлок был причастен к тому, что когда-то погиб отец Ская (его отец был Красным Рейнджером), именно в той битве Скай смог осуществить свою мечту, и недолго побыть Красным Рейнджером, да ещё с Баттлайзером (с его помощью он победил Мирлока). Однако затем Скай предпочёл оставаться Синим Рейнджером, так как осознал, что герои могут быть любых цветов…
Ещё чуть позже Рейнджерам пришлось участвовать в новой схватке с монстрами, чтобы отбить секрет нового вооружения — S.W.A.T.-Режима (26-й и 27-й эпизоды). В этой битве Омега Макс Цикл и Бригадный Мегазорд соединились в новый мощный Дельта Макс Мегазорд. Сами Рейнджеры прошли жёсткий курс тренировок на планете Зентор под руководством сержанта Сильвербека, чтобы вновь восстановить согласие и порядок в команде, поскольку эти качества опять стали покидать было отряд. Вслед за этим пятеро основных Рейнджеров смогли получить свой S.W.A.T.-Режим (27-й эпизод), однако секрет оружия больше не являлся тайной, так как он был «переукраден» Пигги, и передан им отдельно Грумму, а отдельно Брудвингу. Последний же перестал удовлетворяться нормами оплаты Императора Тробиан и задумал сам захватить Землю…
Брудвинг предпринимает первую самостоятельную попытку уничтожить Рейнджеров, выпустив трёх роботов одновременно с тремя монстрами Грумма. Всю эту армаду монстров удалось уничтожить только применением всего имевшегося у Рейнджеров робо-вооружения, и с помощью новой группы Зордов — S.W.A.T.-Летунов, которые могут составить S.W.A.T.-Мегазорд (28-й эпизод)… Затем доктор Кэт Манкс на один час стала новым Кошкой-Рейнджером, чтобы помочь своим друзьям справится с новым невероятно мощным роботом Брудвинга, и предотвратить его взрыв посреди города (29-й эпизод)…
Затем Брудвинг находит Дино Кристаллы — могущественный источник Силы, когда-то служившие легендарным Дино Гром Рейнджерам. Трое тех Рейнджеров — Коннер МакНайт (Красный), Этан Джеймс (Синий), и Кира Форд (Жёлтая), перенесены из 2005-го года в год Рейнджеров Дельта. С помощью Дино Кристаллов они восстанавливают свои Морферы, и в совместной битве с Патрулём Дельта разбивают большие силы Тробиан под предводительством самого Грумма (31-й эпизод). Также теперь Грумм понимает, что Брудвинг работает против него, и не намерен мириться с таким обстоятельством…
Рейнджеры продолжают сражаться с Тробианами и Брудвингом, а Грумм продолжает собирать необходимые ресурсы для воскрешения Магнифицента — супер-монстра Тробиан, оружия, способного уничтожать целые планеты. Он также вновь превращает Моргану в Мору (33-й эпизод). Затем Магнифицент воскрешён (34-й эпизод), и теперь собирает силы. Рейнджеры тем временем находят на далёкой планете следы излучения снаряжения S.P.D. Прибыв туда, и перебив охрану, они освобождают… Отряд «А» (35-й эпизод)! Затем они решают, что больше не нужны Крюгеру — ведь вернулся основной отряд Рейнджеров Дельта, и они снова кадеты отряда «B»…. Однако не всё так просто — Отряд «А» оказываются предателями, в плену они перешли на сторону Грумма, и теперь работают на него в обмен на возможность править Вселенной вместе. Прямо на мостике они неожиданно захватывают командора Крюгера, и затем доставляют его на корабль Грумма.
Рейнджеры Отрядов «B» и «A» сходятся в бою (36-й эпизод). В конце-концов Рейнджеры «B» побеждают, используя S.W.A.T.-Режим, которым Отряд «A» не обладал. В это же время Брудвинг проводит массированную атаку на Штаб Патруля. Сопротивление кадетов и Омега Рейнджера, защищающих Штаб, сломлено, Брудвинг берёт контроль над Дельта Командным Мегазордом. Всё же Кэт и Бум (они захвачены в плен) успевают выслать Омега Макс Цикл и Бригадный Мегазорд Рейнджерам, которые на них сражаются с новым огромным роботом, управляемым Отрядом «A». Однако Бригадный Мегазорд уничтожен в бою, а Омега Макс Цикл серьёзно повреждён. Тогда Рейнджеры находят подземный бункер со спрятанным там S.W.A.T.-Мегазордом, и на нём побеждают робота отряда «A», а сам отряд «A» признают виновными в предательстве и заточают в дата-карты как преступников. Затем Кэт с помощью R.I.C.'а освобождается, и перехватывает контроль над Штабом. Брудвинг после этого побеждён Рейнджерами, и тоже заточен в дата-карту. Однако затем Рейнджеры сами захвачены в плен (их привёл в ловушку Пигги), и доставлены на корабль Грумма, где командор Крюгер обнаружил свою давно пропавшую жену Айсинию (конец 36-го эпизода).
Наступает финал битвы Дельта Рейнджеров против Тробиан (37-й эпизод). Кэт, Бум, Сэм, и кадеты Патруля отчаянно обороняют Штаб от новой атаки — теперь уже войск Грумма. Тем временем пленных Рейнджеров собираются казнить, но раскаявшийся Пигги пробирается на корабль Грумма, и освобождает их. Все главные Рейнджеры сбегают с корабля благодаря S.W.A.T.-Мегазорду, а Крюгер остаётся, и следует на мостик флагмана Грумма. По пути он заточает в дата-карту Мору, пытавшуюся оказать отчаянное сопротивление. Войска Грумма на Земле теснят защитников Штаба, но тут из временного портала появляется ещё одна гостья из будущего — Нова Рейнджер, подруга Сэма из Патруля будущего. Затем прибывает подкрепление из Штаб-Квартиры Патруля Дельта. Войска Тробиан разбиты в пух и прах. На мостике корабля Грумма Крюгер сражается с самим Груммом, и спасает свою жену Айсинию. Сам Грумм падает в недра своего корабля, который преобразован в Омни — титанического супер-монстра с Магнифицентом в виде мозга. Рейнджеры на S.W.A.T.-Мегазорде сражаются с ним, но атаки не оставляют на монстре ни единой царапины. Тогда Крюгер замыкает контрольную панель в животе Омни, а затем через открытое им отверстие Рейнджеры выстрелом взрывают Омни изнутри. Крюгер и Айсиния выбираются из обломков Омни-Магнифицента, но оттуда также выбирается и Грумм. Следует последняя схватка, в результате которой Крюгер одерживает верх и заточает Грумма в дата-карту.
Теперь можно праздновать полную победу. Сэм и Нова Рейнджер возвращаются в будущее, показав на мгновение свои лица, Джек уходит из Патруля, чтобы вместе со своей девушкой Элис (которую он повстречал незадолго до финальной битвы) помогать бедным на улицах (им также помогает и Пигги). Скай становится вместо Джека новым Красным Рейнджером, Бриджа повышают до Синего Рейнджера. Зи и Сид также продолжают свою службу. Приключения Рейнджеров Дельта продолжаются, как и история Могучих Рейнджеров!

## Персонажи

### Рейнджеры
- Джек Лэндорс — Красный рейнджер К. П. Д. Роль играет Брэндон Джей МакЛарен.
- Шуйлер «Скай» Тэйт — Синий рейнджер К. П. Д. Роль играет Крис Вайолетт.
- Бридж Карсон — Зелёный рейнджер К. П. Д. Роль играет Мэтт Остин.
- Элизабет «Зи» Дельгадо — Жёлтый рейнджер К. П. Д Роль играет Моника Мэй.
- Сидни «Сид» Дрю — Розовый рейнджер К. П. Д. Роль играет Алисия Пурротт.
- Анубис «Догги» Крюгер — Рейнджер-Призрак. Роль играет Джон Туи.
- Сэм — Омега Рейнджер. Роль играет Бредд Стюарт.
- Кэтрин «Кэт» Манкс — Кошка-Рейнджер. Роль играет Мишель Лэнгстон.
- Нова — Нова Рейнджер. Роль играет Антония Преббл.

### Союзники
- Бум — Оранжевый рейнджер К. П. Д. Роль играет Келсон Хендерсон.
- R.I.C. — робо-пёс К. П. Д.. Создан в лабораториях Академии Рейнджеров, вероятно, к этому был причастен Бум.
- Софи — Рейнджер-киборг. Роль играет Наташа Хатчисон.
- Бёрди — Верховный Командор Патруля. Роль играет Пол Норелл.
- Сильвербек — офицер Космического Патруля «Дельта». Роль играет Джон Туи
- Доктор-кот в штаб-квартире — Ещё один инопланетянин в Штабе S.P.D., очень сильно походит на кота.
- Прочие сотрудники Патруля — сюда входят кадеты земного отделения Патруля, и помощь, присланная в финале из Штаб-Квартиры S.P.D.
- Доктор Риес — талантливый учёный. Доктор Риес когда-то была напарницей в научных изысканиях Сенуку, ставшего преступником.
- Бэскинс — хранитель Камня Зла. Роль играет Пол Уиллис.
- Фил и Луиз — родители Бума. Роли играют Майкл Сачченте и Лори Данджи.
- Страж Золотого Запаса — мирный инопланетный страж, охраняющий золотой запас города.
- Айсиния Крюгер — жена Догги Крюгера, которую он потерял во время войны на Сириусе. Роль играет Тэнди Райт.
- Элис Самуэльс — дочь торговца одеждой, которую отец отправил помогать бедным на улицам, раздавая им некоторые образцы одежды. Роль играет Бет Аллен.

### Отряд «А»
- Чарли — Красный Рейнджер Отряда «А». Роль играет Джина Варела.
- Неназванный Синий Рейнджер Отряда «А». Роль играет Ник Кемплен.
- Неназванный Зелёный Рейнджер Отряда «А». Роль играет Ди Джей Сена
- Неназванный Жёлтый рейнджер Отряда «А». Роль играет Грег Купер II.
- Неназванный Розовый рейнджер Отряда «А». Роль играют Мотоко Нагино и Клэр Дуган.

### Дино Рейнджеры
- Коннер Макнайт — Красный Дино Рейнджер/Триасовый Дино Рейнджер. Роль играет Джеймс Напьер.
- Этан Джеймс — Синий Дино Рейнджер. Роль играет Кевин Дьюхани.
- Кира Форд — Жёлтый Дино Рейнджер. Роль играет Эмма Лахана.
- Трент Фернандес— Белый Дино Рейнджер. Роль играет Джеффри Параццо.
- Томми Оливер — Чёрный Дино Рейнджер. Роль озвучивает Джеффри Параццо.

### Антагонисты
- Грумм — предводитель Тробианской Империи, главный антагонист. Роль играет Рене Науфаху.
- Мора / Моргана — верная приспешница Грумма. Роль играют Оливия Джеймс-Бейрд и Джозефина Дэвидсон.
- Брудвинг (Высоко-крыл) — Этот чрезвычайно причудливо выглядящий инопланетянин является спецом в области создания боевых машин, боевых механизмов и увеличения монстров. Роль озвучивает Джим МакЛарти.
- Крайботы — основные солдаты армии Тробиан.
- Синеголовы — вторая, улучшенная версия Крайботов.
- Оранжеголовы — финальная версия Крайботов.
- Магнифицент (Омни) — огромный разумный мозг для Корабля Грумма, верховное существо Империи Тробиан, которому подчинялся даже Грумм. Роль озвучивает Джефф Долан
- Пигги — инопланетянин-бродяга, знаток редких веществ и механизмов. Роль играет Барни Дункан.
- Зелтракс — последователь Месагога. Роль озвучивает Джеймс Гэйлин.

## Эпизоды
| № общий | № в сезоне | Название                                            | Режиссёр         | Автор сценария              | Дата премьеры    |
| ------- | ---------- | --------------------------------------------------- | ---------------- | --------------------------- | ---------------- |
| 535     | 1          | «Начало: Часть 1» «Beginnings, Part I»              | Грег Арановитц   | Брюс Калиш                  | 5 февраля 2005   |
| 536     | 2          | «Начало: Часть 2» «Beginnings, Part II»             | Грег Арановитц   | Грег Арановитц              | 5 февраля 2005   |
| 537     | 3          | «Столкновение» «Confronted»                         | Грег Арановитц   | Джеки Маршан                | 12 февраля 2005  |
| 538     | 4          | «Стены» «Walls»                                     | Эндрю Меррифилд  | Джон Телеген                | 19 февраля 2005  |
| 539     | 5          | «Электронный друг» «Dogged»                         | Эндрю Меррифилд  | Джеки Маршан                | 26 февраля 2005  |
| 540     | 6          | «Расследование Бриджа» «A-Bridged»                  | Эндрю Меррифилд  | Марк Хоффмейер              | 5 марта 2005     |
| 541     | 7          | «Сэм: Часть 1» «Sam, Part I»                        | Чарли Хэскелл    | Брюс Калиш                  | 12 марта 2005    |
| 542     | 8          | «Сэм: Часть 2» «Sam, Part II»                       | Чарли Хэскелл    | Джон Телеген                | 19 марта 2005    |
| 543     | 9          | «Кумир» «Idol»                                      | Чарли Хэскелл    | Дэвид Гарбер                | 2 апреля 2005    |
| 544     | 10         | «Полицейский надзор» «Stakeout»                     | Марк Бисли       | Джеки Маршан                | 9 апреля 2005    |
| 545     | 11         | «Призрак: Часть 1» «Shadow, Part I»                 | Марк Бисли       | Брюс Калиш                  | 16 апреля 2005   |
| 546     | 12         | «Призрак: Часть 2» «Shadow, Part II»                | Марк Бисли       | Брюс Калиш                  | 23 апреля 2005   |
| 547     | 13         | «Несокрушимый» «Abandoned»                          | Бритта Джонстоун | Джон Телеген                | 30 апреля 2005   |
| 548     | 14         | «Созданные: Часть 1» «Wired, Part I»                | Бритта Джонстоун | Джеки Маршан и Джон Телеген | 7 мая 2005       |
| 549     | 15         | «Созданные: Часть 2» «Wired, Part II»               | Бритта Джонстоун | Джеки Маршан и Джон Телеген | 14 мая 2005      |
| 550     | 16         | «Бум» «Boom»                                        | Эндрю Меррифилд  | Грег Арановитц              | 21 мая 2005      |
| 551     | 17         | «Подмена» «Recognition»                             | Эндрю Меррифилд  | Дэвид Гарбер                | 4 июня 2005      |
| 552     | 18         | «Самурай» «Samurai»                                 | Эндрю Меррифилд  | Мэтт Хоукинс                | 11 июня 2005     |
| 553     | 19         | «Разжалованный» «Dismissed»                         | Пол Гриндер      | Джесси Хорстинг             | 18 июня 2005     |
| 554     | 20         | «Точка зрения» «Perspective»                        | Пол Гриндер      | Брюс Калиш                  | 25 июня 2005     |
| 555     | 21         | «Послание из космоса: Часть 1» «Messenger, Part I»  | Пол Гриндер      | Брюс Калиш                  | 10 июля 2005     |
| 556     | 22         | «Послание из космоса: Часть 2» «Messenger, Part II» | Пол Гриндер      | Джеки Маршан                | 16 июля 2005     |
| 557     | 23         | «Фокус-покус» «Zapped»                              | Джон Лэйн        | Стэн Берковитц              | 25 июля 2005     |
| 558     | 24         | «Отражения: Часть 1» «Reflection, Part I»           | Джон Лэйн        | Джеки Маршан                | 12 августа 2005  |
| 559     | 25         | «Отражения: Часть 2» «Reflection, Part II»          | Джон Лэйн        | Джеки Маршан                | 12 августа 2005  |
| 560     | 26         | «Спецназ: Часть 1» «S.W.A.T., Part I»               | Бритта Джонстоун | Джон Телеген                | 15 августа 2005  |
| 561     | 27         | «Спецназ: Часть 2» «S.W.A.T., Part II»              | Бритта Джонстоун | Грег Арановитц              | 22 августа 2005  |
| 562     | 28         | «Битва роботов» «Robotpalooza»                      | Джон Лэйн        | Брюс Калиш                  | 29 августа 2005  |
| 563     | 29         | «Кэтастрофа» «Katastrophe»                          | Пол Гриндер      | Джеки Маршан                | 23 сентября 2005 |
| 564     | 30         | «Пропавший» «Missing»                               | Бритта Джонстоун | Джеки Маршан                | 26 сентября 2005 |
| 565     | 31         | «История» «History»                                 | Джон Лэйн        | Брюс Калиш                  | 3 октября 2005   |
| 566     | 32         | «Сближение» «Impact»                                | Пол Гриндер      | Джеки Маршан                | 11 октября 2005  |
| 567     | 33         | «Значок» «Badge»                                    | Джон Лэйн        | Джеки Маршан                | 17 октября 2005  |
| 568     | 34         | «Бессонница» «Insomnia»                             | Джон Лэйн        | Джон Телеген                | 28 октября 2005  |
| 569     | 35         | «Побег в прошлое» «Wormhole»                        | Пол Гриндер      | Брюс Калиш                  | 31 октября 2005  |
| 570     | 36         | «Воскрешение» «Resurrection»                        | Джон Лэйн        | Брюс Калиш                  | 4 ноября 2005    |
| 571     | 37         | «Завершение: Часть 1» «Endings, Part I»             | Грег Арановитц   | Джеки Маршан                | 7 ноября 2005    |
| 572     | 38         | «Завершение: Часть 2» «Endings, Part II»            | Грег Арановитц   | Брюс Калиш                  | 14 ноября 2005   |

## Интересные факты
- Отец Ская был Красным Рейнджером К.П.Д., однако во всех кадрах с ним, а также на фотографии с маленьким Скаем он в костюме Красного Рейнджера Тайм Форс.